# لويس سانشيز (لاعب كرة قدم)
لويس سانشيز هو لاعب كرة قدم كوبي، ولد في 23 فبراير 1952.

## وصلات خارجية
- لويس سانشيز على موقع ناشيونال فوتبول تيمز (الإنجليزية)
- لويس سانشيز على موقع عالم كرة القدم.نت (الإنجليزية)
- لويس سانشيز على موقع اللجنة الأولمبية الدولية (الإنجليزية)
- لويس سانشيز على موقع أوليمبيديا (الإنجليزية)